# エミル・ムイナルスキ
エミル・シモン・ムイナルスキ（ポーランド語: Emil Szymon Młynarski, 1870年7月18日 - 1935年4月5日）は、ポーランドの指揮者、ヴァイオリニスト、作曲家。

## 人物・来歴
ロシア帝国（現リトアニア）キバルティに生まれ、ヴァイオリンをレオポルト・アウアーに、作曲をアナトーリ・リャードフとニコライ・リムスキー＝コルサコフに学んだ。1890年にはヴァイオリニストとしてロシア国内を演奏旅行し、ドイツ方面にも遠征している。1893年にはオデッサ音楽院の教師になり、パウル・コハンスキを教えた。
1900年にワルシャワの歌劇場でビゼーのカルメンを代役で指揮したことから指揮者として活動するようになった。
1901年にワルシャワ・フィルハーモニー管弦楽団の創立指揮者となり、1910年から1916年までスコットランド管弦楽団の指揮者を務めた。
1919年にワルシャワ音楽院とワルシャワ歌劇場の音楽監督になったが、1929年にはフィラデルフィアに行き、カーティス音楽院の院長を務めている。
1931年にはワルシャワに戻り、ワルシャワ歌劇場の音楽監督に返り咲いたものの、体調を崩し始める。
1934年にポーランド作曲家協会の会長に指名されたが、翌年ワルシャワで病没。
ムイナルスキの娘は、アルトゥール・ルービンシュタインに嫁いだ。